# Ballinrobe
Ballinrobe (irl. Baile an Róba) – miasto w hrabstwie Mayo w prowincji Connacht w Irlandii, położone nad rzeką Robe. W 2011 roku liczba mieszkańców wynosiła 2704 osoby.